# История Саара

Герб земли Саар 1957 года с Нассау-Саарбрюккеном, Триром, Лотарингией и Пфальц-Цвейбрюккеном

Саар (нем. Saarland; в 1920—1935 Саарская область, нем. Saargebiet) — земля в Германии с 1957 года. В своей истории Саар также находился под властью или влиянием Франции в XVII—XIX и XX веках.

## От доисторической эпохи до Первой мировой войны

### Доисторический и древнеримский период

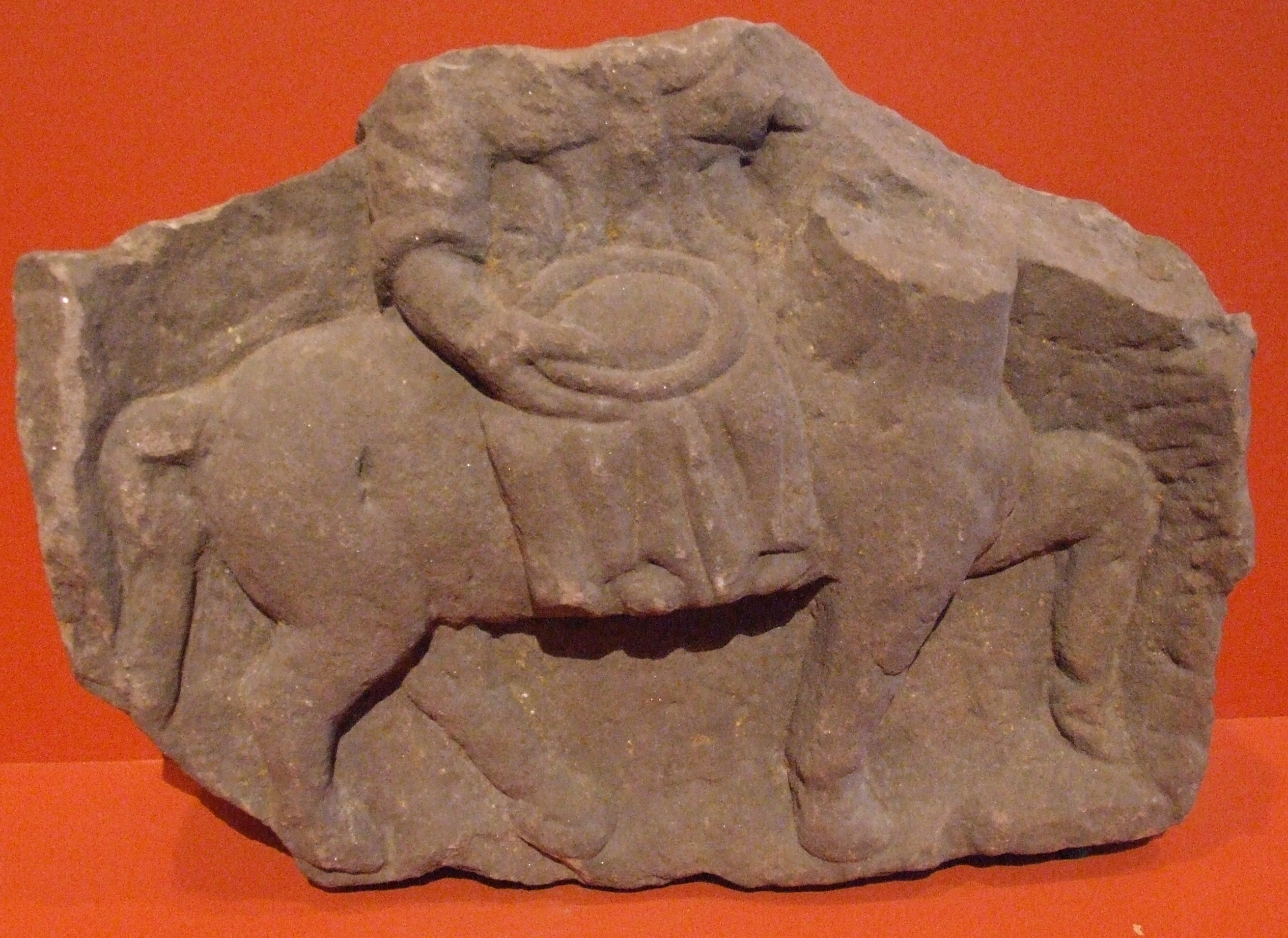
Фигура галло-римской богини Эпоны из Блисбрука

Свидетельства о заселении территории человеком современного Саара относятся к палеолиту и насчитывают 100 тыс. лет. В последние дохристианские столетия в этом регионе проживали кельтские племена медиоматриков и треверов. После завоевания земель Древним Римом в I веке до н. э. возникли многочисленные поселения галло-римской культуры, прежде всего, в регионе Саара — Мозеля и в Блисгау.

### Средние века

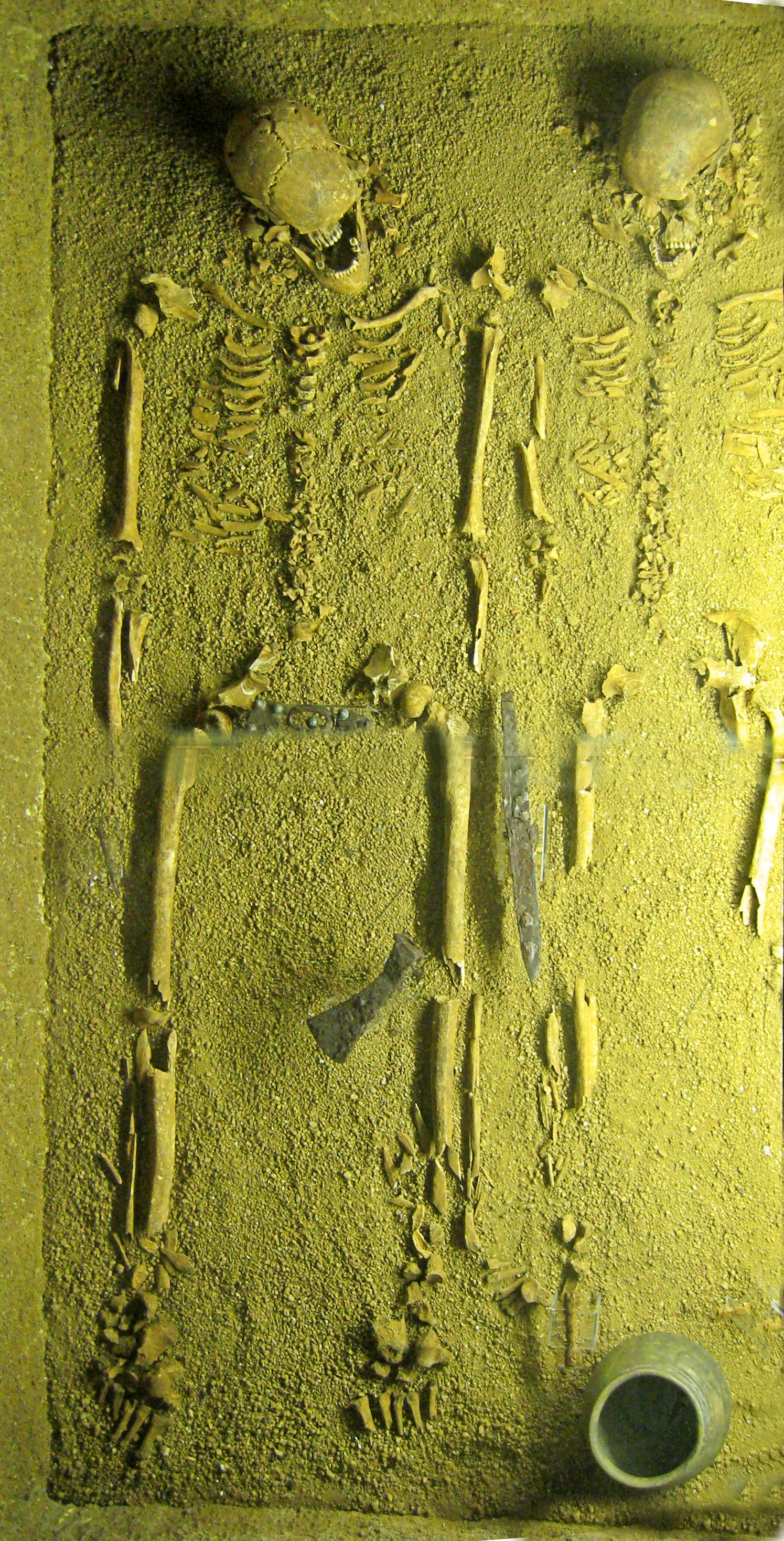
Захоронение франков в Контиомагусе

Власть Древнего Рима пала с Великим переселением народов. Франки ассимилировали галло-римское население, тем не менее, галло-римские особенности до Средневековья сохранялись в языке населения, проживавшего вдали от основных транспортных путей и на менее привлекательных для жизни территориях, о чём свидетельствуют саарские топонимы романского происхождения.
Первая волна христианизации проходила ещё в древнеримскую эпоху. Новоприбывшие германские слои населения были христианизированы во вторую волну миссионерской деятельности англосаксами, ирландцами и шотландцами. Саар был отнесён в ведение Мецского епископства и Трирского архиепископства и с этого времени вошёл в историю Франкской империи, Лотарингии и Священной Римской империи германской нации. В Высокое и Позднее Средневековье в Вестрихе возникали многочисленные мелкие государства, которые в окружении своих более могущественных соседей не смогли достичь регионального значения или расширить свои территории.

### Раннее Новое время
На землях современного Саара в основном правили соседние князья. На современном гербе Саара наряду с Нассау-Саарбрюккеном представлены герцогство Лотарингия, Трирское курфюршество и герцогство Пфальц-Цвейбрюккен. В XVI веке в Пфальц-Цвейбрюккене развернулся процесс Реформации по лютеранскому, затем кальвинистскому вероисповеданию, в Нассау-Саарбрюккене — по лютеранскому вероисповеданию, в то время как земли западнее Саара между Валлерфангеном и Толаем, отнесённые к герцогству Лотарингия, а также север Саара, подчинённый Трирскому архиепископству, остались католическими.

### Французский период

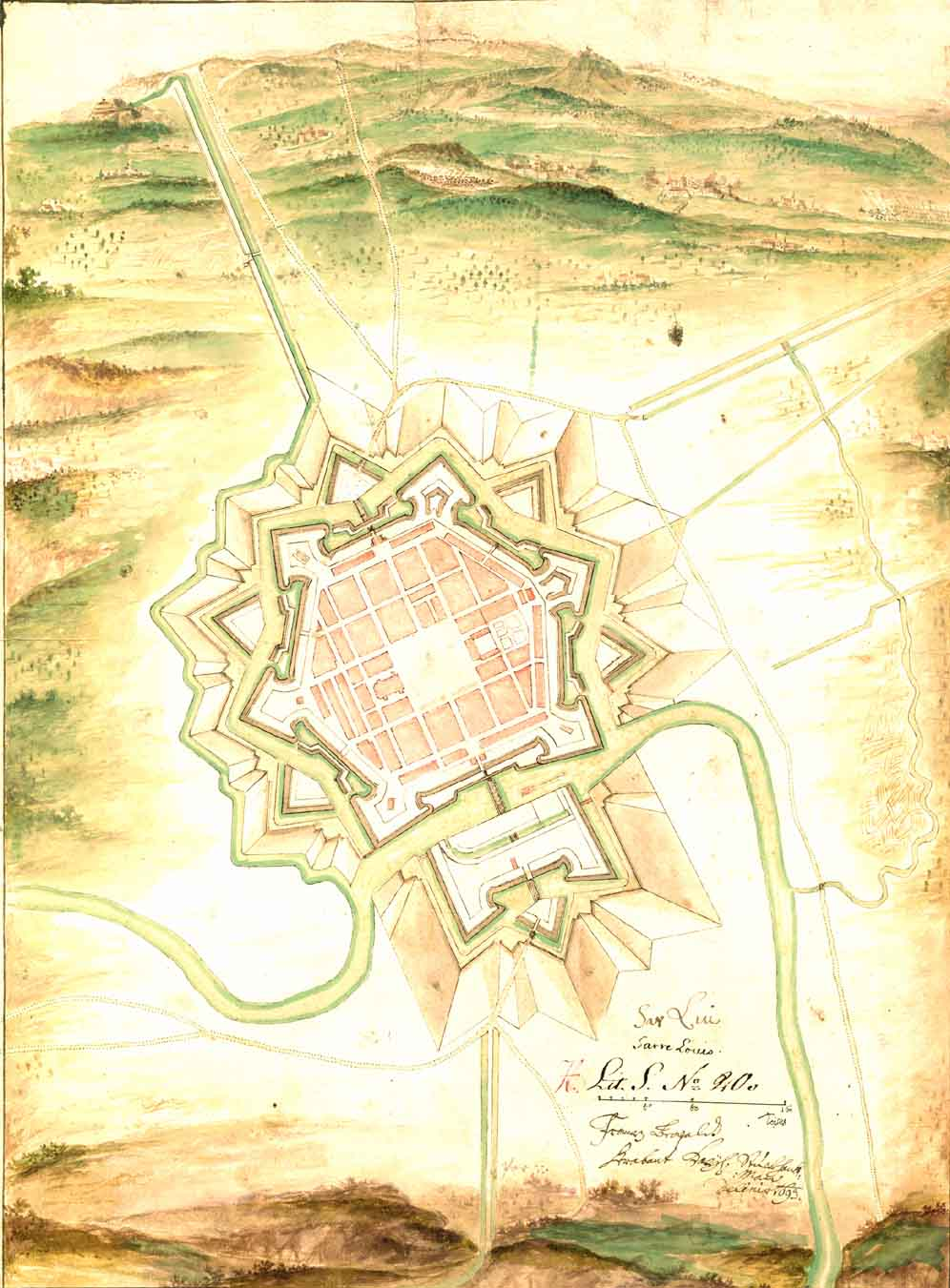
План крепости Зарлуи, построенной Вобаном в 1680 году

После Тридцатилетней войны в Сааре усилилось французское влияние. В 1680 году регион был включён в состав Франции, которая объединила новые земли в Саарскую провинцию. Это положение сохранялось до 1697 года, когда в результате Рисвикского мира Франции пришлось расстаться со своими владениями на Сааре и в Пфальце.
Первые признаки индустриализации наблюдались в Сааре ещё в XVIII веке в связи с огосударствлением шахт каменного угля и развитием железолитейных и стекольных заводов.
В результате Французской революции в 1793 году князья были изгнаны и весь левый берег Рейна был присоединён к Первой Французской республике, что положило конец Старому порядку. Центральная часть современного Саара была отнесена к основанному в 1798 году Саарскому департаменту, земли западнее Саара и восточнее Близа — к Мозельскому или Доннерсбергскому департаментам. При Наполеоне Саар разделил судьбу Первой Французской империи.

### XIX век

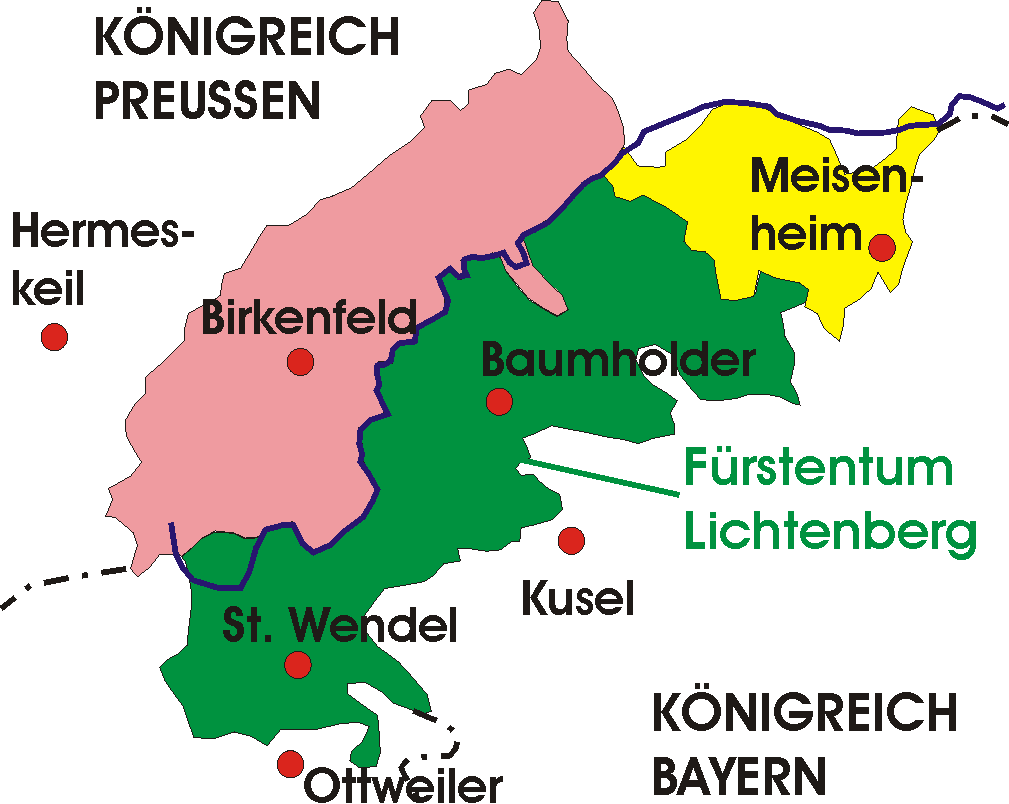
Ольденбургское княжество Биркенфельд и княжество Лихтенберг

После Венского конгресса значительная часть территории современного Саара отошла королевствам Пруссии и Баварии, меньшая часть — другим государствам Германского союза, а именно: княжество Лихтенберг и Санкт-Вендель — герцогству Саксен-Кобург-Заальфельд, княжество Биркенфельд — великому герцогству Ольденбург. Территории, приобретённые Пруссией, вошли в новообразованный административный округ Трир в провинции Великое герцогство Нижний Рейн, которая в 1822 году вошла в состав Рейнской провинции. Земли, доставшиеся Баварии, были включены в новообразованный Рейнский район, который с 1835 года назывался Рейнским Пфальцем. Достижения Французской революции были сохранены в рейнском праве.
В XIX веке в Сааре развивалась добыча каменного угля и сталелитейная промышленность. После Франко-прусской войны 1870—1871 годов и битвы при Шпихерне на подступах к Саарбрюккену в результате образования Германской империи и включения в её состав Эльзаса и Лотарингии возникло единое экономическое пространство вплоть до границы с Францией. На Сааре возник третий по размеру регион тяжёлой промышленности Германской империи, называвшийся поначалу «Саарским участком», а с 1890-х годов преимущественно Саарской областью.

## Мандатная территория Саарская область в 1920—1935 годах

Герб Саарской области в 1920—1935 годах с городами Санкт-Ингберт, Санкт-Иоганн, Зарлуи и Саарбрюккен

Флаг Саарской области в 1920—1935 годах

После поражения Германской империи в Первой мировой войне Саарская область в соответствии со статьями 45-50 Версальского договора, где она упоминалась как «территории в бассейне реки Саар», перешла под управление Лиги Наций. В 1920 году Лига Наций вручила Франции мандат на управление Сааром сроком на 15 лет. Мандатная территория площадью в 1912 км² и населением в 770 030 человек (1927) охватывала южную часть прусской Рейнской провинции и западную часть баварского Рейнского Пфальца. Граница проходила по линии проживания горняков, работавших в угольных шахтах Саарского участка. Мандатный Саар был меньше современного, южный Хунсрюк (Шварцвельдер-Хохвальд) в качестве округа Мерциг-Вадерн и северный Сааргау между Сааром и Мозелем не входили в Саарскую область. В экономическом аспекте Саарская область была интегрирована во французскую таможенную и валютную зону. Согласно договору в 1935 году в Сааре было запланировано проведение плебисцита о его статусе в будущем.
Оккупация Саарской области французскими колониальными войсками укрепила желание саарцев вернуться в Германскую империю. Все партии Саара поддерживали это намерение до 1933 года.

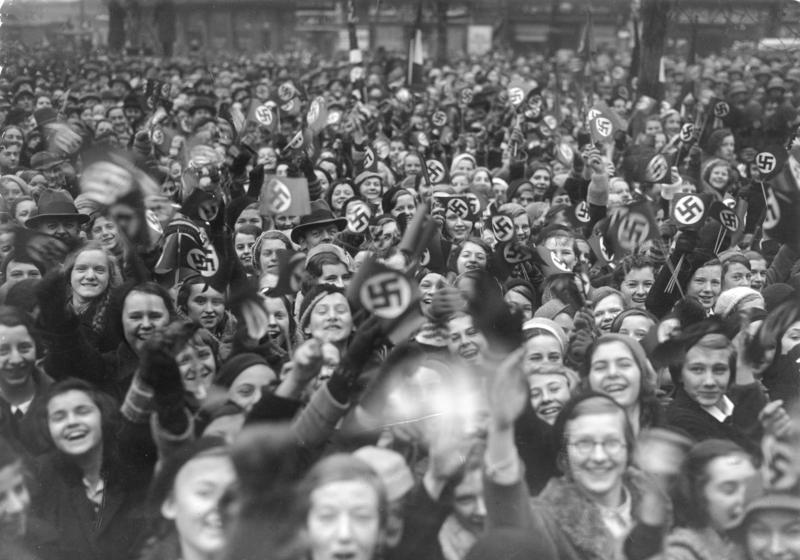
Ликование берлинцев, возвращавшихся с голосования в Сааре в 1935 году

С приходом к власти в Германии национал-социалистов во главе с Адольфом Гитлером левые партии в Саарской области сменили свой политический курс и призывали голосовать за сохранение статуса-кво, то есть, управления по мандату Лиги Наций до свержения Гитлера. С 1933 года и до 13 января 1935 года, дня проведения плебисцита в Сааре, последствия политики под лозунгом «Домой в Рейх», проводившейся в течение 15 лет всеми значимыми партиями в Сааре, устранить не удалось, а Гитлер не воспринимался как серьёзная угроза. В этой ситуации 90,73 процентов избирателей проголосовали за объединение с Германией, 8,86 процентов — за сохранение статуса-кво и только 0,4 процента голосов было отдано за объединение Саарской области с Францией.
Начиная с 1933 года после прихода Гитлера к власти в Германии Саарская область стала убежищем для многих преследовавшихся на родине граждан нацистской Германии, прежде всего евреев, коммунистов и социал-демократов, а также оппозиционеров обеих христианских конфессий. Кроме того, благодаря своему особому положению Саарская область стала важным связующим звеном в антирасистской пропаганде в Германской империи. Подавляющее большинство населения на плебисците высказалось за вхождение Саара в национал-социалистическую Германию, и многим противникам Гитлера и преследовавшимся в Германии пришлось выехать из Саара, в основном, во Францию.

## Саар в нацистской Германии
С 1 марта 1935 года Саарская область вернулась в состав Германской империи, но уже не была поделена между Пруссией и Баварией, а сохранила в нацистской Германии своё политическое единство под новым названием «Саар». В партийной организации НСДАП Саар вместе с баварским Пфальцем составлял гау Саар-Пфальц. Главой Саара со столицей в Саарбрюккене был назначен Йозеф Бюркель, в 1935 году как рейхскомиссар, с августа 1940 года — в качестве рейхстштатгальтера. Ему же подчинялся Пфальц и с 1940 года оккупированная Лотарингия. Запланированное слияние этих трёх административных единиц в рейхсгау Вестмарк не было реализовано.
Построенной с французской стороны границы Линии Мажино на германской стороне с 1938 года противостояла оборонительная Линия Зигфрида. К началу Второй мировой войны вдоль границы Рейха силами гражданского населения была расчищена полоса шириной в 10 км, так называемая «красная зона», соответствующая расчистка была проведена и с французской стороны. Во время так называемой «странной войны» французские войска в сентябре 1939 года продвинулись вглубь германской территории на 8 км и удерживали 12 населённых пунктов расчищенной пограничной зоны до середины октября 1939 года. Боевые действия на этой территории возобновились весной 1945 года.
На 1930 год в Сааре проживало приблизительно 3 тысячи человек иудейского вероисповедания, из них в нацистской Германии погибло около 700. После 1945 года в Саар вернулись лишь немногие из выживших в преследованиях евреев.

## Отделение Саара после 1945 года

Герб Саара в 1947—1956 годах

Флаг Саара в 1947—1956 годах

После Второй мировой войны Франция намеревалась отнять у Германии всю территорию по левому берегу Рейна. Эти планы были отвергнуты на конференциях министров иностранных дел стран антигитлеровской коалиции, поскольку в соответствии с Атлантической хартией изменения границ не допускались без свободно выраженной воли народа. Тем не менее, США, чтобы не портить отношения с французами, дали своё согласие на отделение Саара, территория которого на северо-западе и севере несколько увеличилась по сравнению с 1920 годом. 10 июля 1945 года французские оккупационные войска вошли в Саар, который покинули подразделения армии США.

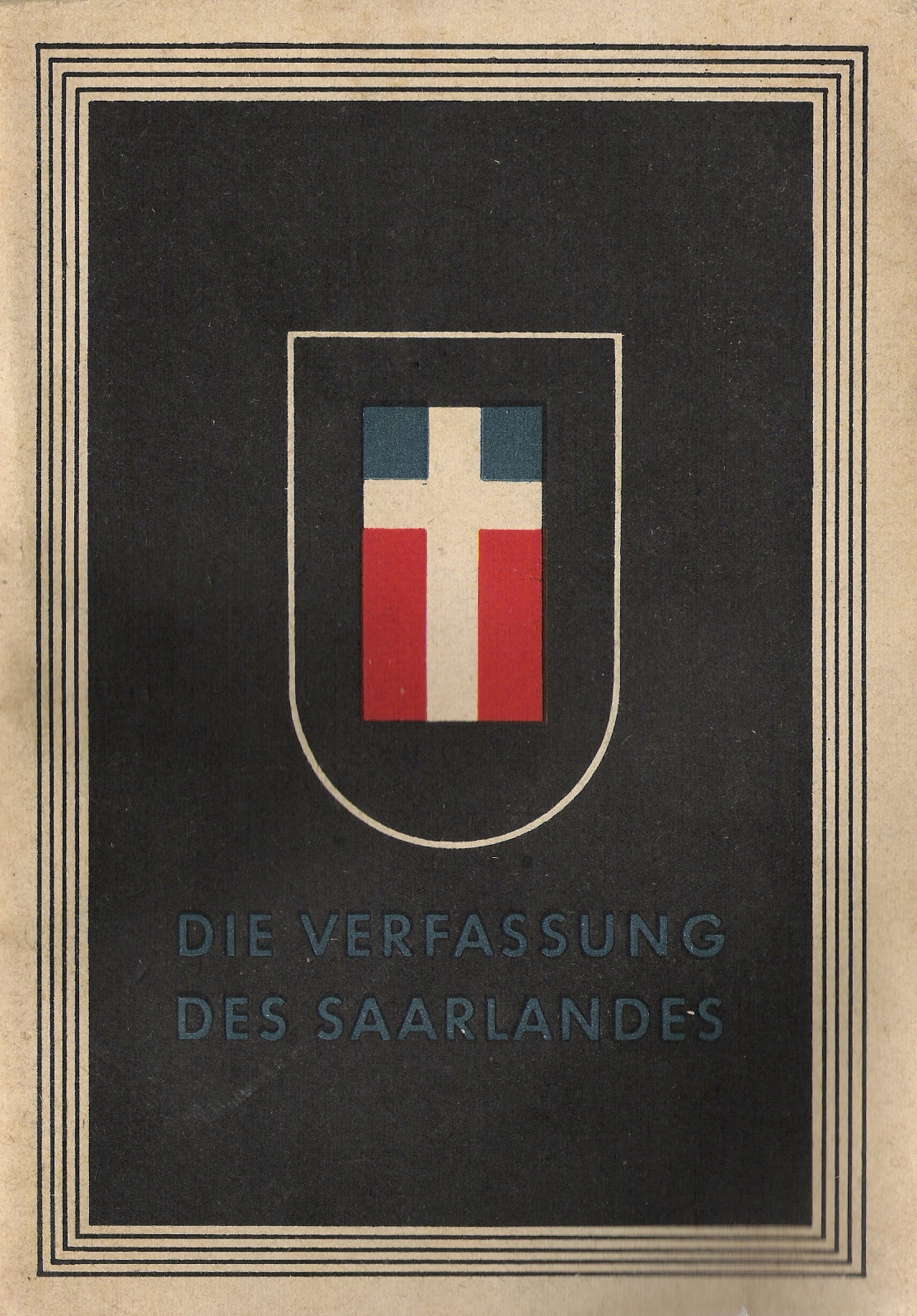
Конституция Саара 1947 года

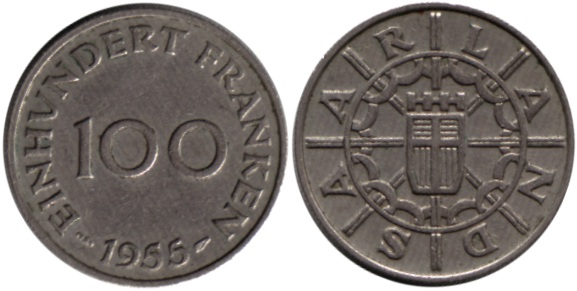
100 саарских франков 1955 года

16 февраля 1946 года Саар был выведен из сферы ответственности союзнического Контрольного совета. С 20 июля 1946 года территории земли Саар несколько изменилась за счёт бывших прусских и биркенфельдско-ольденбургских коммун. В конце 1946 года была проведена таможенная граница с остальной Германией. Спустя некоторое время Саар был преобразован в протекторат Франции, получил собственное правительство и конституцию. Преамбулой конституции Саара предусматривалось включение Саара в экономику Франции. Для населения это решение принесло положительные результаты и ещё до немецкого экономического чуда позволило добиться высоких показателей экономического роста. В Сааре имелось сильное франкофильское движение, но от политического союза с Францией Саар по-прежнему отказывался. С 8 июня 1947 года 61 населённый пункт районов Трир и Саарбург были вновь выделены из Саара, одновременно в его состав вошли 13 бывших баварских, биркенфельдских и прусских коммун в районах Биркенфельд и Кузель. В 1949 году были произведены последние изменения границы в результате вхождения в Саар бывшей пфальцской коммуны Кирберг.
16 июля 1947 года в Сааре была введена в обращение собственная денежная единица — саарская марка, обменивавшаяся 1:1 с рейхсмаркой, с перспективой ввода французского франка на следующем этапе. Этой мерой Франция пыталась предотвратить наплыв в Саар рейхсмарок из других западных зон оккупации, в будущем составивших Федеративную Республику Германии, для их последующего обмена на тогда гораздо более стабильные франки. 15 ноября 1947 года французский франк стал официальным платёжным средством, 23 марта 1948 года был официально утверждён таможенный союз, впоследствии французские монеты (но не банкноты) пополнились собственными «саарскими франками», точно копировавшими французские монеты, валютно-финансовая конвергенция сохранялась.
В июле 1948 года все жители Саара получили собственное гражданство и стали саарцами. Назначенное Францией правительство, состоявшее преимущественно из эмигрантов и лиц, преследовавшихся при нацистском режиме, стремилось к тому, чтобы денацификация в Сааре была произведена тщательнее, чем в любой другой части Западной Германии.
Население Саара поначалу с одобрением восприняло свой новый правовой статус, что, как очевидно, было обусловлено также быстрым экономическим восстановлением Саара, ещё до так называемого экономического чуда в ФРГ. Тем не менее, в 1950-е годы недовольство населения правительством нарастало. Партии, выступавшие против государственной самостоятельности, прежде всего, крупные партии ФРГ, были запрещены. Основное право человека на свободу слова было ограничено. Правительство Саара оправдывало такое положение тем, что государство не должно предоставлять поле деятельности тем партиям, которые категорически отказывают ему в существовании. Федеральный канцлер Конрад Аденауэр отвергал любые контакты с правительством Хофмана, которое он называл «сепаратистским». В 1952 году запрещённая прогерманская Демократическая партия Саара призвала на выборах в ландтаг опускать в урны недействительные бюллетени, и около четверти избирателей последовало этому призыву. Это стало переломным моментом в политике Аденауэра в отношении Саара: он установил контакты с саарским правительством, прежде всего для того, чтобы не ставить под угрозу свои проекты объединения Запада и процесс примирения с Францией. Этот новый курс завершился 23 октября 1954 года подписанием в Париже Соглашения между правительствами Федеративной Республики Германии и Французской Республикой о статусе Саара, ставшего частью Парижских соглашений. За подписание статуса Саара Аденауэр подвергался в Германии жёсткой критике, несмотря на то, что статус предусматривал проведение плебисцита. СДПГ и СвДП видели в нём фактическую уступку Саара Франции.

## Референдум 1955 года и присоединение к ФРГ

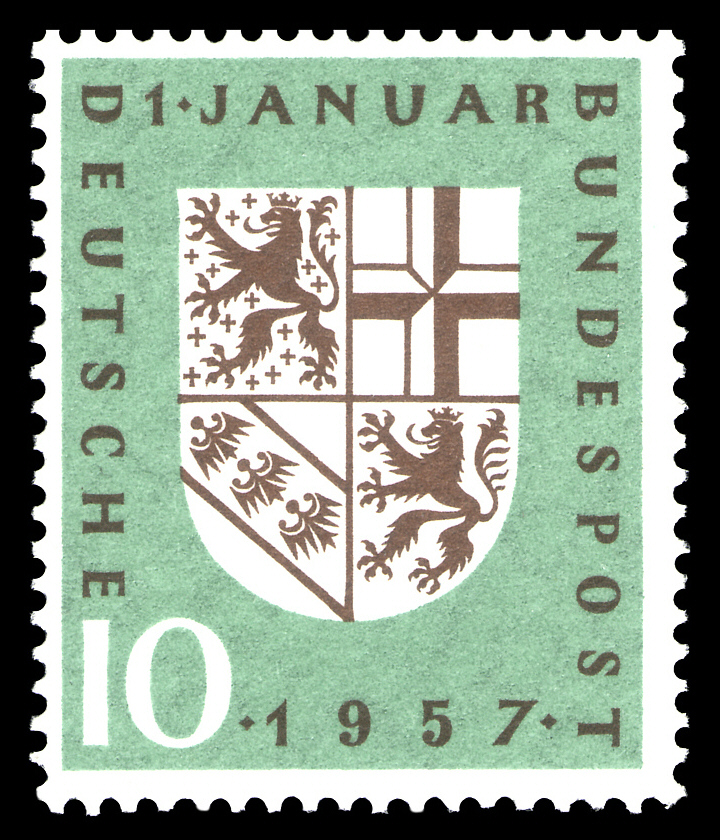
Почтовые марки 1957 года, выпущенные в связи с вхождением Саара в состав ФРГ

После ожесточённой борьбы за голоса 23 октября 1955 года в Сааре состоялся референдум о будущем страны, на котором 67,7 процентов саарцев ответили на вопрос референдума отрицательно и тем самым выступили против статуса Саара, установленного Соглашением между ФРГ и Францией. Особый статус Саара был идеей президента Саара Иоганнеса Хофмана, стремившегося превратить страну в первую общеевропейскую территорию. При нём уже началось проектирование целых городских районов в Саарбрюккене и вокруг него, где предполагалось разместить общеевропейские учреждения, которые в настоящее время находятся в Брюсселе, Люксембурге и Страсбурге.
Руководство заинтересованных ФРГ и Франции расценило результаты референдума в Сааре как желание саарцев войти в состав ФРГ. 27 октября 1956 года в Люксембурге состоялось подписание Саарского договора, согласно которому Саар присоединялся к Федеративной Республике Германии в качестве десятой федеральной земли с 1 января 1957 года. Объединение с ФРГ было произведено, как и впоследствии в случае с ГДР, в соответствии со статьёй 23 Основного закона ФРГ. Согласно закону от 20 декабря 1956 года одновременно отменялось саарское гражданство. Экономическая зависимость от Франции поначалу сохранялась, в особенности из-за того, что до 6 июля 1959 года Саар продолжал находиться в таможенной зоне Франции. С этого дня в Сааре была введена в обращение немецкая марка по курсу 100 саарских франков : 0,8507 немецкой марки, а таможенная граница с Рейнланд-Пфальцем была снята.
Были проведены выборы в земельный парламент. Наряду с общенемецкими партиями в них до 1960х годов принимали участие и Саарские партии. В Ландтаг вошли ХДС, СДПГ, ХНП, ДПС-СвДП , ННС (легальная часть КПГ).